# بومرنگ عشق
بومرنگ عشق (انگلیسی: Love's Boomerang) یک فیلم صامت در ژانر جنایی به کارگردانی جان اس. رابرتسون است که در سال ۱۹۲۲ منتشر شد. آلفرد هیچکاک طراح تیتراژ این فیلم بوده است. این فیلم در حال حاضر گمشده است.